# Санта-Терезинья-ду-Токантинс
Санта-Терезинья-ду-Токантинс (порт. Santa Terezinha do Tocantins) — муниципалитет в Бразилии, входит в штат Токантинс. Составная часть мезорегиона Западный Токантинс. Входит в экономико-статистический микрорегион Бику-ду-Папагаю. Население составляет  2 474 человека на 2010 год. Занимает площадь 269,677 км². Плотность населения — 9,17 чел./км².

## Демография
Согласно сведениям, собранным в ходе переписи 2010 г. Национальным институтом географии и статистики (IBGE), население муниципалитета составляет:
| Полное население                               | Полное население                               | Полное население                               | Полное население                               | 2 474 |
| ---------------------------------------------- | ---------------------------------------------- | ---------------------------------------------- | ---------------------------------------------- | ----- |
| в том числе:                                   | Городское население                            | 1 594                                          | Процент городского населения, %                | 64,43 |
|                                                | Сельское население                             | 880                                            | Процент сельского населения, %                 | 35,57 |
|                                                | Мужское население                              | 1 268                                          | Процент мужского населения, %                  | 51,25 |
|                                                | Женское население                              | 1 206                                          | Процент женского населения, %                  | 48,75 |
| Плотность населения, чел/км²                   | Плотность населения, чел/км²                   | Плотность населения, чел/км²                   | Плотность населения, чел/км²                   | 9,17  |
| Население муниципалитета в % к населению штата | Население муниципалитета в % к населению штата | Население муниципалитета в % к населению штата | Население муниципалитета в % к населению штата | 0,18  |

По данным оценки 2016 года население муниципалитета составляет 2 547 жителей.

## Статистика
- Валовой внутренний продукт на 2003 составляет 4.536.108,00 реалов (данные: Бразильский институт географии и статистики).
- Валовой внутренний продукт на душу населения на 2003 составляет 1.700,83 реалов (данные: Бразильский институт географии и статистики).
- Индекс развития человеческого потенциала на 2000 составляет 0,585 (данные: Программа развития ООН).

## Важнейшие населенные пункты
| № | Населённый пункт             | Населённый пункт (порт.)     | Категория | Население чел. (2010) | На карте                       |
| - | ---------------------------- | ---------------------------- | --------- | --------------------- | ------------------------------ |
| 1 | Санта-Терезинья-ду-Токантинс | Santa Terezinha do Tocantins | город     | 1 594                 | 6°26′08″ ю. ш. 47°40′40″ з. д. |
| 2 | Фортуна                      | Fortuna                      | поселок   | 247                   | 6°27′19″ ю. ш. 47°44′05″ з. д. |
| 3 | Асентаменто-Акан             | Assentamento Acan            | поселок   | 96                    | 6°31′49″ ю. ш. 47°50′32″ з. д. |